# Västerhällarnas naturreservat
Västerhällarnas naturreservat är ett naturreservat i Sandvikens kommun i Gävleborgs län.
Området är naturskyddat sedan 2021 och är 247 hektar stort. Reservatet ligger sydväst om Järbo och består av delar av berget Västerhällarna med gamla tallskogar och klapperstensfält, nedanför berget finns barrskog. 